# Zervynos
Zervynos este un sat etnografic în districtul Varėna, Lituania. Este situat pe teritoriul Parcului Național Dzūkija în apropiere de râul Ūla. Calea ferată Sankt Petersburg-Varșovia trece prin sat. Zervynos are 48 de gospodării; 8 gospodării și 32 de case individuale au fost declarate oficial monumente etnografice. Satul a fost pe lista scurtă a locurilor nominalizate pentru includere în Patrimoniul Mondial UNESCO. Chiar dacă pădurea Dainava izolează satul de restul lumii, locul devine aglomerat pe timpul verii datorită turiștilor care se plimbă cu caiacul pe râul Ūla.

## Istorie
| An   | Populație |
| ---- | --------- |
| 1798 | 104       |
| 1858 | 133       |
| 1959 | 190       |
| 1970 | 169       |
| 1979 | 133       |
| 1987 | 139       |
| 2001 | 67        |

Prima atestare documentară a așezării Zervynos a fost înregistrată în 1742, însă zona a fost populată din timpuri străvechi, ca dovadă fiind descoperirea a 24 de așezări temporare datate din epoca pietrei și a fierului. Locuitorii erau în mare parte pescari, vânători și culegători. În sec. XVIII satul a fost divizat în două de râul Ūla: malul drept se afla în seniūnija Varėna din voievodatul Trakai, în timp ce malul stâng făcea parte din seniūnija Kaniava a voievodatului Vilnius (ambele părți componente ale Marelui Ducat al Lituaniei). Malul drept a evoluat dintr-un sat deținut de un nobil, iar malul stâng dintr-o așezare de pădurari și lucrători forestieri. Luate împreună, ambele părți numărau în jur de 10 gospodării și 100 de locuitori.

## Arhitectură

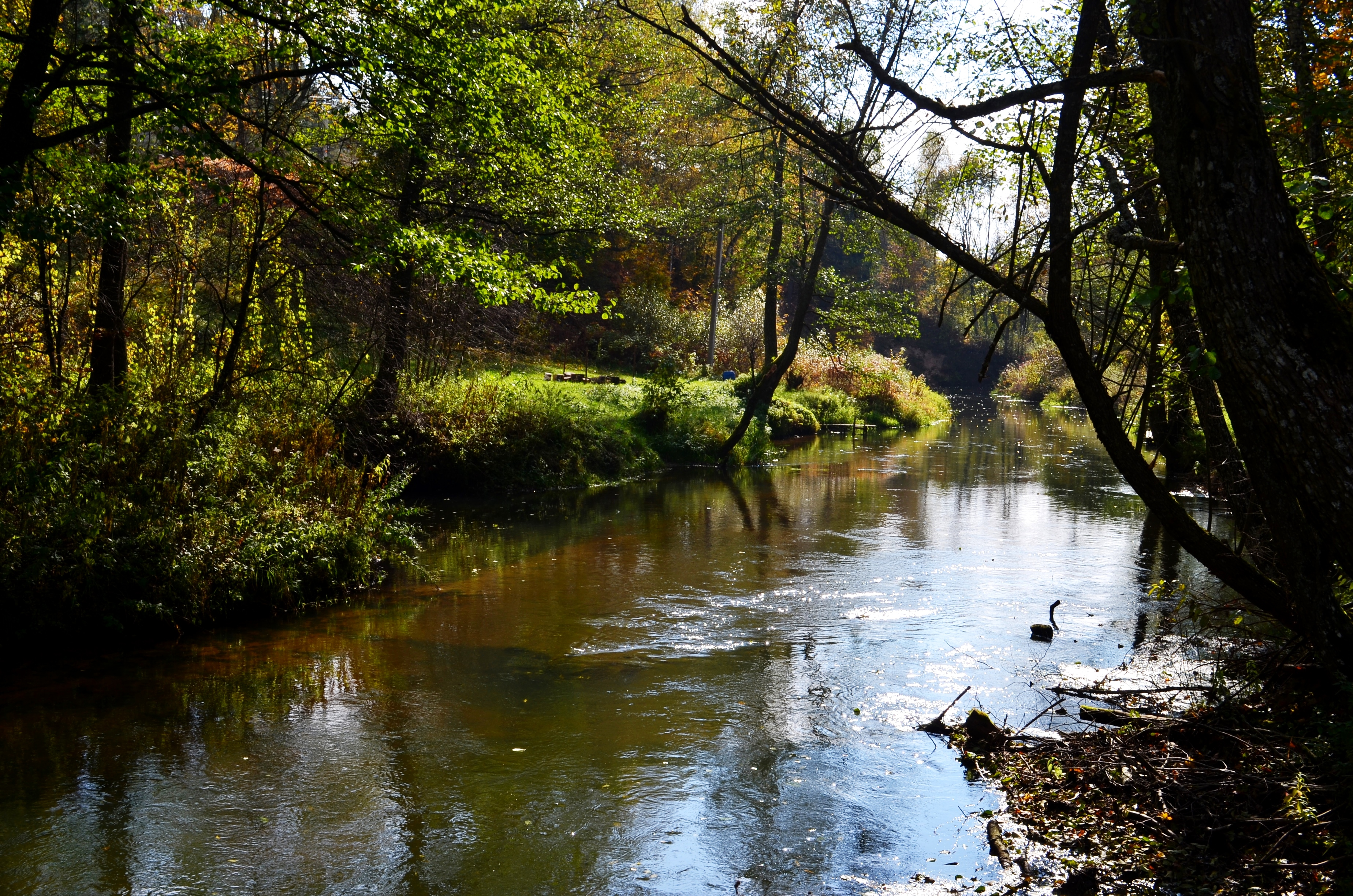
Râul Ūla în apropiere de Zervynos

Satul nu a fost atins de reformele agrare deoarece a rămas izolat în mijlocul pădurilor și solul nisipos nu este potrivit pentru agricultură. Prin urmare el a reușit să-și păstreze trăsăturile originale din sec. XVIII. Casele țăranilor sunt aranjate de-a lungul drumului central, formând o bandă îngustă între râu și pantele văii. Structurile dintr-o gospodărie sunt amplasate în funcție de teren și de mărimea lotului de pământ. Toate casele sunt din lemn, construite în mare parte din bușteni de pin conform unor tradiții arhitecturale vechi. Casele mai vechi au forma simplă, simetrică și exteriorul gol. Ele sunt împărțite în trei zone: două camere de zi/dormitoare la capete, un antreu și o cămară la mijloc. Pe măsură ce mărimea familiilor se micșora, casele mai noi au înlocuit o cameră de zi cu o bucătărie.
În mijlocul satului se găsește un grup din trei cruci construite în timpuri diferite. Alte două cruci au fost ridicate pe malul râului Ūla și la o intersecție din preajma cimitirului. Zervynos a fost printre primele obiecte de studiu ale expedițiilor etnografice, și o monografie dedicată exclusiv satului și moștenirii sale, editată în 1964, a trezit interesul pentru cercetările etnografice localizate.

## Cultură

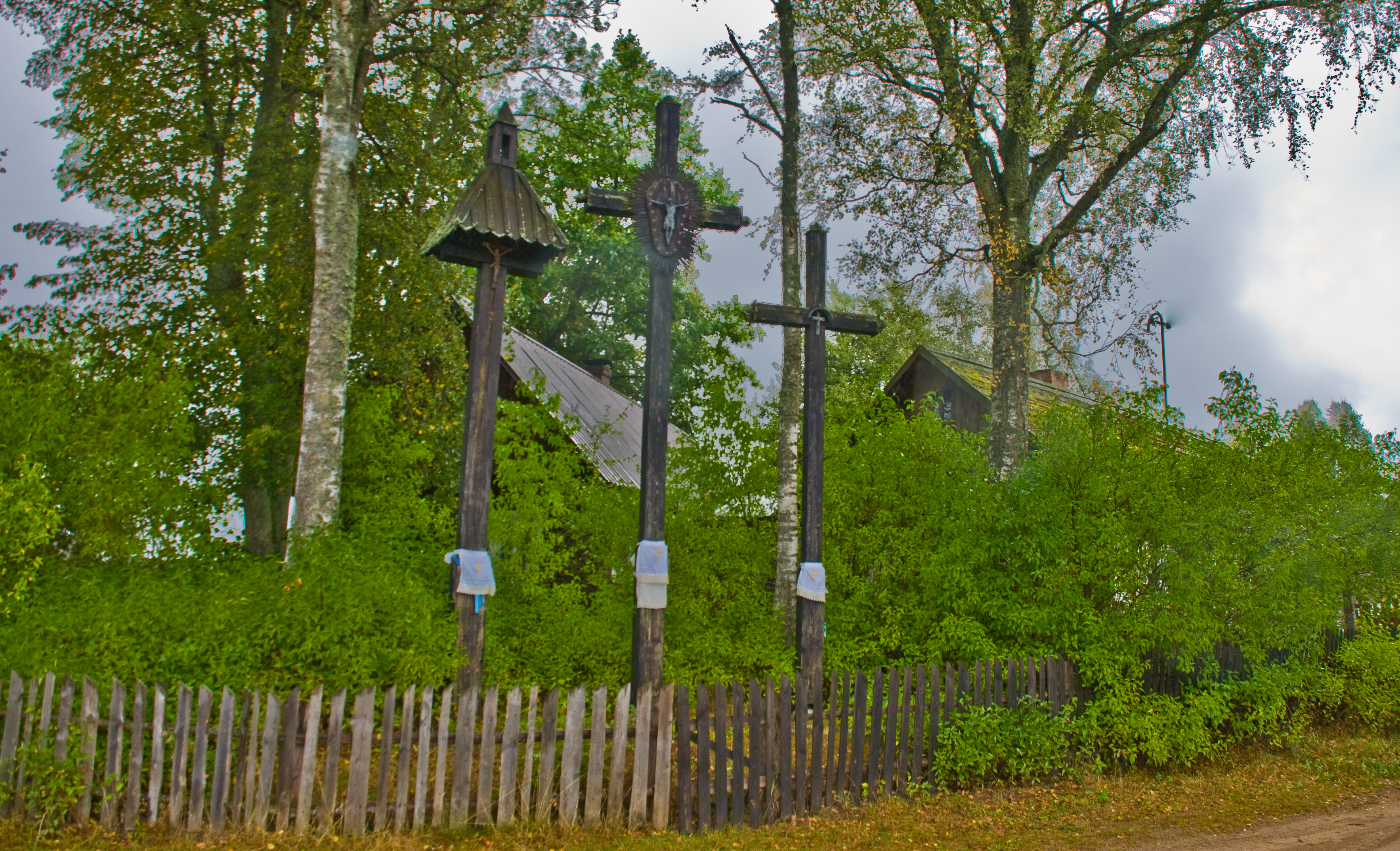
Trei cruci în centrul satului

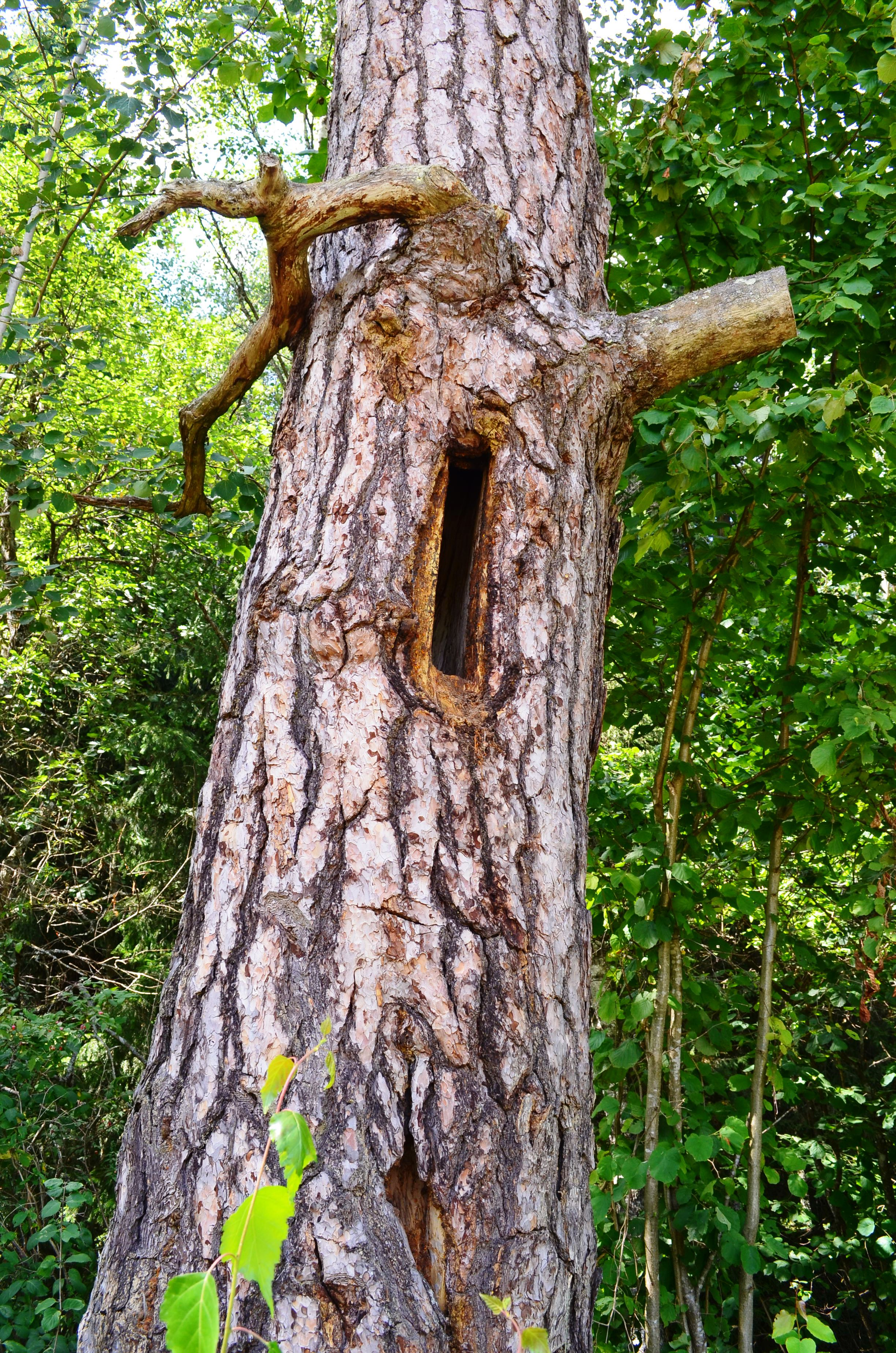
Stup de albine într-un pin

Filmele Niekas nenorėjo mirti (trad.: Nimeni nu voia să moară, 1966), despre rezistența postbelică din Lituania sovietică, și Faktas (trad.: Fapte, 1981), despre masacrul din Pirčiupiai, au fost filmate în Zervynos. Artistul popular Algis Svirnelis, cel care a reconstruit crucile din Zyrvenos, și scriitorul Juozas Aputis, laureat al Premiului Național Lituanian, trăiesc în acest sat. La Festivalul Ciupercilor din 2001, localnicii au invitat oamenii, printre care și spicherul seimului Artūras Paulauskas și ambasadorul Statelor Unite, John F. Tefft, să strângă ciuperci în pădurile din împrejurimi. Satul este de asemenea renumit pentru apicultură: doi pini bătrâni ai căror trunchiuri găzduiesc stupi au fost declarați monumente naturale.

## Galerie

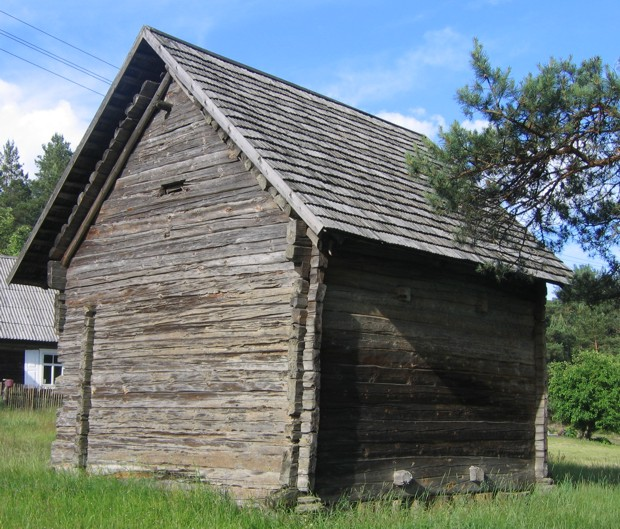
Hambar
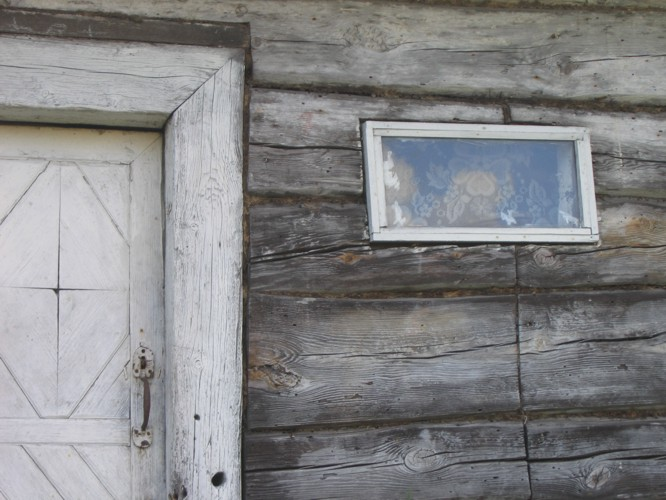
Casele erau construite din bușteni ciopliți
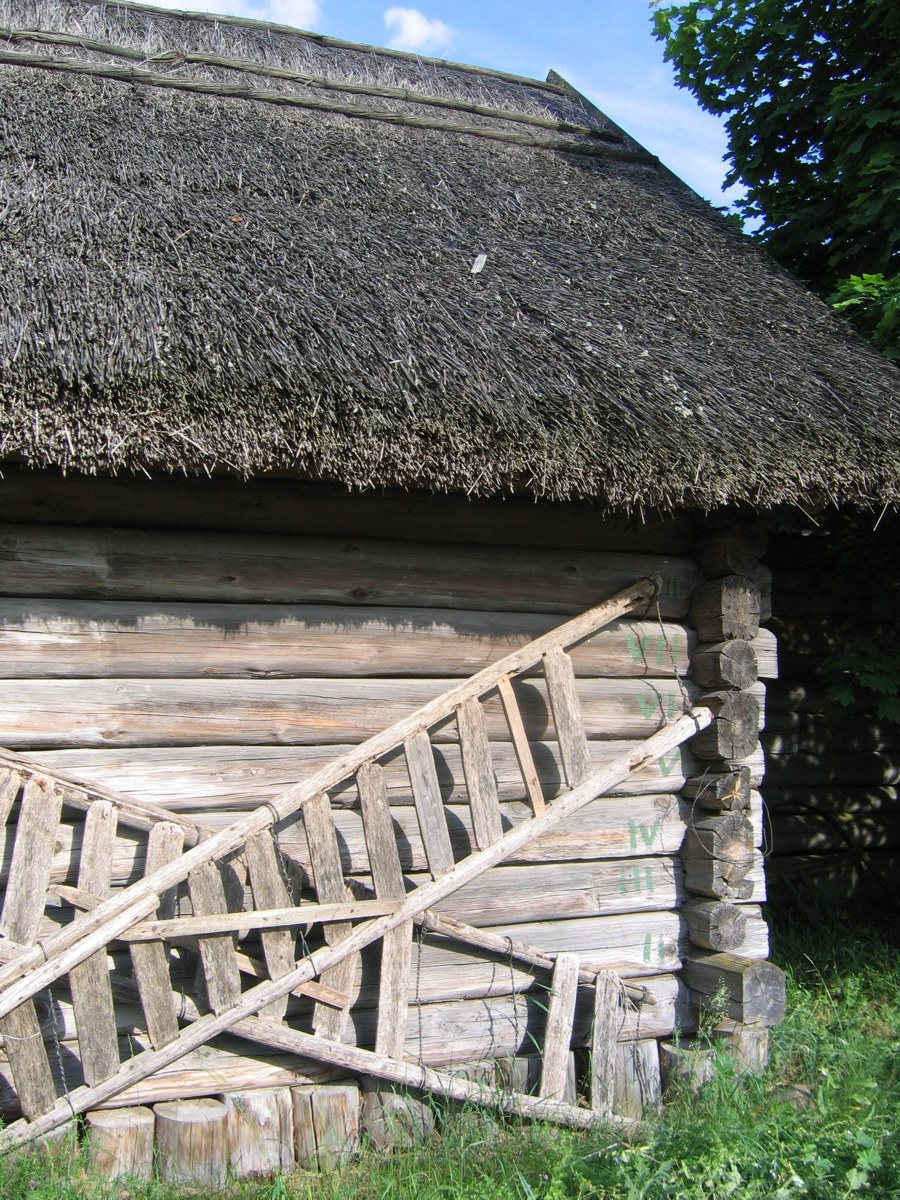
Gospodărie cu acoperișul din stuf
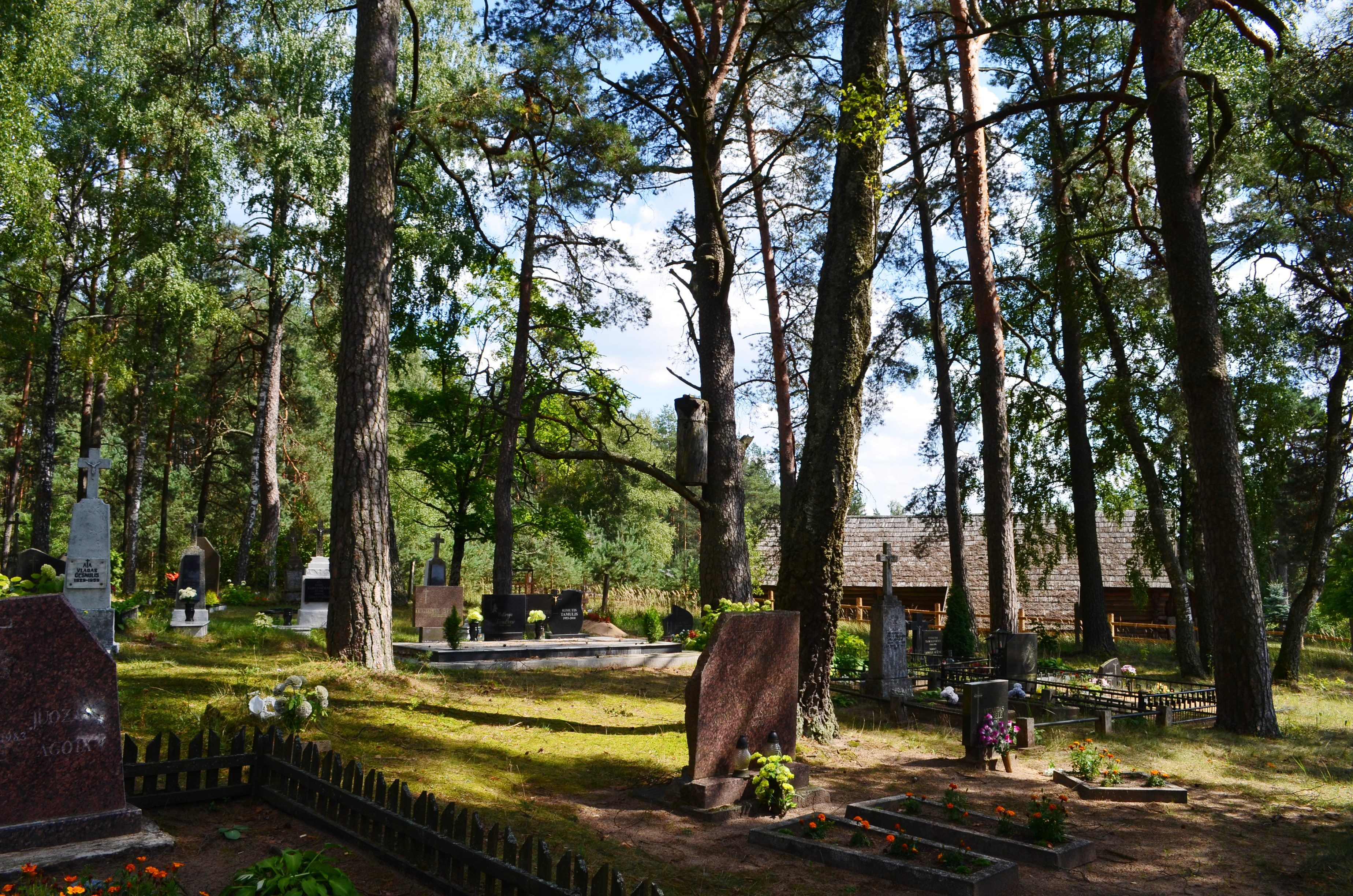
Cimitirul
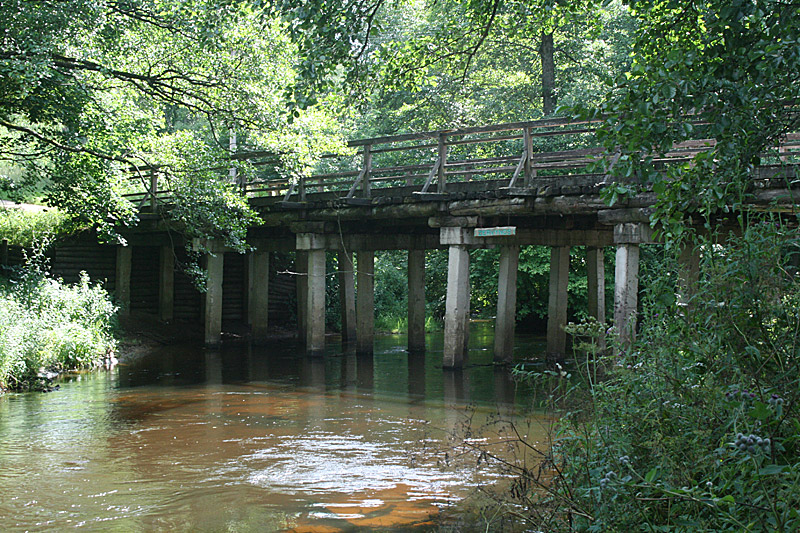
Podul Zervynos peste Ūla